# Семена подсолнечника (инсталляция)
«Семена подсолнечника» (англ. Sunflower seeds) — инсталляция знаменитого современного китайского художника Ай Вэйвэй (1957 г.), впервые открывшаяся в 2010 г. в Турбинном зале Лондонской галереи современного искусства Тейт Модерн. Проект представлен в виде более 100 млн фарфоровых семян подсолнечника усыпанных по всей площади самого большого зала музея.

## Исполнение
Фарфоровые семена подсолнечника, сделанные вручную 10 см слоем покрывают площадь в 1000 кв. м. 100 миллионов семян весят около 150 тонн. Каждое семя выполнено из чистого фарфора вручную. Ни одно из семян не похоже на другое. Каждый элемент был сделан и раскрашен индивидуально. Над экспозицией работали свыше полутора тысяч китайских рабочих в течение 2,5 лет, и все это время информация о проекте не разглашалась. Изначально Ай Вэйвэй решил сделать только 3 млн семян, но после понял, что этого будет недостаточно для полного завершения экспозиции, и работы продолжились. В итоге количество семян превышает население Пекина в пять раз.
При изготовлении семян использовались традиционные методы работы с фарфором, что придает еще больше уникальности инсталляции. Все мастера, все 1600 человек были из города Цзиндэчжэнь, также известного как «столица императорского фарфора».
Как говорит Ай Вэйвэй, чтобы понять Китай с его историей, мало прочитать это в книгах, надо увидеть все вживую, иметь возможность «дотронуться» до истории, поэтому в первые дни представления инсталляция не была огорожена. Зрители могли пройтись по этому «безмерному, серому морю». По усыпанному семенами полу можно было ходить, лежать, играть, перебирать семена, люди могли делать с ними все, что угодно. Также Ай Вэйвэй был не против, того, что некоторые поддавались соблазну и забирали с собой на память пару семян. Но вскоре, после открытия выставки «хождение по фарфору» было запрещено: это создавало много фарфоровой пыли, опасной для здоровья. Экспозиция была оцеплена, но это не мешало людям проникнуться работой художника.

## Значение инсталляции
Искусство Ай Вэйвэя формально часто опирается на утопические амбиции «нового мира» конструктивизма. При этом, художник создает достаточно тонкие политические произведения, которые занимают критическую позицию в отношении радикальных изменений, происходящих в Китае.
Семена были мощным символом Культурной Революции (1966—1976). Китайский концептуальный художник Ай Вэйвэй ассоциирует миллионы семян подсолнечника с китайским народом. Во времена Культурной Революции правителя Мао Цзэдуна изображали на плакатах в виде солнца, а жителей страны в виде подсолнечников, тянувшихся к нему. Фарфоровые семена Ай Вэйвэя символизируют миллионов жителей Китая, похожих внешне, но разных внутри. Инсталляция крошечных семечек ставит перед посетителями вопрос о роли индивидуума в современном обществе. Также мастер показывает пример нетрадиционного использования традиционного китайского материала, исторически занимавшего львиную долю всего экспорта страны. Он считает, что фарфор мог бы найти еще много применений в нашей жизни, и учит нас мыслить масштабно и креативно.

## Выставки
- «Семена подсолнечника» В Турбинном зале Лондонской галереи современного искусства Тейт Модерн — 12 октября 2010 г. Лондон, Англия
- «Семена подсолнечника» Галерея Мэри Бун — 7 января 2012 г. Нью — Йорк, США